# 無線電話用特定小電力無線局
無線電話用特定小電力無線局（むせんでんわようとくていしょうでんりょくむせんきょく）は、特定小電力無線局の一種で400MHz帯を使用し近距離の音声通信を行うための無線機で、特定小電力トランシーバー、特小トランシーバーなどと呼ばれるものである。

## 定義
総務省令電波法施行規則第6条第4項第2号(8)に、
無線電話（(6)に規定するラジオマイク、(7)に規定する補聴援助用ラジオマイク及び(9)に規定する音声アシスト用無線電話を除く。）用で使用するものであつて、次に掲げる周波数の電波を使用するもの
(一) 410MHzを超え430MHz以下の周波数
(二) 440MHzを超え470MHz以下の周波数
と定義している。
「補聴援助用ラジオマイク」とは、同条同項同号(7)に「聴覚障害者の補聴を援助するための情報を音声その他の音響の伝送を行うラジオマイク」
「音声アシスト用無線電話」とは、同条同項同号(9)に「視覚障害者の歩行を援助するための情報を音声によつて伝達する無線電話」
と定義している。
2012年（平成24年）12月5日現在
促音の表記は原文ママ
総務省告示周波数割当計画では別表9-8に規定している。

## 概要
特定小電力無線局として共通の特徴は、特定小電力無線局#概要を参照
電波型式、周波数、空中線電力および通信方式は総務省告示

に規定される。
2016年（平成28年）8月31日現在
1.チャネル間隔6.25kHz（413.7-414.14375MHz又は454.05-454.19375MHzのものを除く。）
| 電波型式                                                                    | 周波数 | 空中線電力 | 備考                               |
| --------------------------------------------------------------------------- | --- | ---------- | ---------------------------------- |
| F1D F1E F2D F2E F3E F7W G1D G1E G2D G3E G7E G7W D1D D1E D2D D2E D3E D7E D7W | 421.578125-421.803125MHz 440.028125-440.253125MHz 周波数制御用チャネルは、 421.796875MHz 421.803125MHz 440.246875MHz 440.253125MHz | 10mW以下   | 同報通信方式 複信方式 半複信方式   |
| F1D F1E F2D F2E F3E F7W G1D G1E G2D G3E G7E G7W D1D D1E D2D D2E D3E D7E D7W | 421.809375-421.909375MHz 440.259375-440.359375MHz                                                                                  | 100mW以下  | 同報通信方式 複信方式 半複信方式   |
| F1D F1E F2D F2E F3E F7W G1D G1E G2D G3E G7E G7W D1D D1E D2D D2E D3E D7E D7W | 422.053125-422.190625MHz 周波数制御用チャネルは、 422.184375MHz 422.190625MHz                                                      | 10mW以下   | 単向通信方式 単信方式 同報通信方式 |
| F1D F1E F2D F2E F3E F7W G1D G1E G2D G3E G7E G7W D1D D1E D2D D2E D3E D7E D7W | 422.196875-422.96875MHz | 10mW以下   | 単向通信方式 単信方式 同報通信方式 |

2.チャネル間隔6.25kHz（413.7-414.14375MHz又は454.05-454.19375MHzのものに限る。）及びチャネル間隔12.5kHz
| 電波型式                                                                    | 周波数 | 空中線電力 | 備考                               |
| --------------------------------------------------------------------------- | --- | ---------- | ---------------------------------- |
| F2D F3E                                                                     | 413.7-414.14735MHz（6.25kHz間隔） 454.05-454.19375MHz（6.25kHz間隔）                                         | 1mW以下    | 同報通信方式 複信方式 半複信方式   |
| F1D F1E F2D F2E F3E F7W G1D G1E G2D G2E G7E G7W D1D D1E D2D D2E D3E D7E D7W | 421.575-421.8MHz（12.5kHz間隔） 440.125-440.25MHz（12.5kHz間隔） 周波数制御用チャネルは、 421.8MHz 440.25MHz | 10mW以下   | 同報通信方式 複信方式 半複信方式   |
| F1D F1E F2D F2E F3E F7W G1D G1E G2D G2E G7E G7W D1D D1E D2D D2E D3E D7E D7W | 421.8125-421.9125MHz（12.5kHz間隔） 440.2625-440.3625MHz（12.5kHz間隔）                                      | 10mW以下   | 同報通信方式 複信方式 半複信方式   |
| F1D F1E F2D F2E F3E F7W G1D G1E G2D G2E G7E G7W D1D D1E D2D D2E D3E D7E D7W | 422.05-422.1875MHz（12.5kHz間隔） 周波数制御用チャネルは、 422.1875MHz                                       | 10mW以下   | 単向通信方式 単信方式 同報通信方式 |
| F1D F1E F2D F2E F3E F7W G1D G1E G2D G2E G7E G7W D1D D1E D2D D2E D3E D7E D7W | 422.2-422.3MHz（12.5kHz間隔）                                                                                | 10mW以下   | 単向通信方式 単信方式 同報通信方式 |

種類
周波数の組合せにより次の二つに大別される。
- 421MHz帯及び440MHz帯、422MHz帯を使用するもの
- 413MHz帯及び454MHz帯を使用するもの

電波産業会（略称ARIB）（旧称、電波システム開発センター（略称RCR））が、無線設備規則第49条の14第1号及び関連告示の技術基準を含めて、標準規格を策定している。

## 421MHz帯及び440MHz帯、422MHz帯を使用するもの
本項は、2000年（平成12年）4月27日現在の告示
| 電波型式                                                                    | 周波数 | 空中線電力 | 備考                               |
| --------------------------------------------------------------------------- | --- | ---------- | ---------------------------------- |
| F1D F1E F2D F2E F3E F7W G1D G1E G2D G2E G7E G7W D1D D1E D2D D2E D3E D7E D7W | 422.2-422.3MHz（12.5kHz間隔）                                                                                | 10mW以下   | 単向通信方式 単信方式 同報通信方式 |
| F1D F1E F2D F2E F3E F7W G1D G1E G2D G2E G7E G7W D1D D1E D2D D2E D3E D7E D7W | 421.8125-421.9125MHz（12.5kHz間隔） 440.125-440.25MHz（12.5kHz間隔）                                         | 10mW以下   | 同報通信方式 複信方式 半複信方式   |
| F1D F1E F2D F2E F3E F7W G1D G1E G2D G2E G7E G7W D1D D1E D2D D2E D3E D7E D7W | 422.05-422.1875MHz（12.5kHz間隔） 周波数制御用チャネルは、 422.1875MHz                                       | 10mW以下   | 単向通信方式 単信方式 同報通信方式 |
| F1D F1E F2D F2E F3E F7W G1D G1E G2D G2E G7E G7W D1D D1E D2D D2E D3E D7E D7W | 421.575-421.8MHz（12.5kHz間隔） 440.125-440.25MHz（12.5kHz間隔） 周波数制御用チャネルは、 421.8MHz 440.25MHz | 10mW以下   | 同報通信方式 複信方式 半複信方式   |
| F2D F3E                                                                     | 413.7-414.14375MHz（6.25kHz間隔） 454.05-454.19375MHz（6.25kHz間隔）                                         | 1mW以下    | 同報通信方式 複信方式 半複信方式   |

を基に、無線設備規則のスプリアス発射等の強度の許容値に関する技術基準の改正

を考慮した標準規格「RCR STD-20 特定小電力無線局 無線電話用無線設備」4.1版（2005年11月30日）

による。
特徴
技術基準の内、周波数や空中線電力、通信時間制限などに制定当初から変化は無い。電波型式は、当初FM（アナログ）のみであったが、後にデジタルが追加

され、一筐体にアナログとデジタルの両方式を搭載したものがある。
通信内容に制限は無いが、
- 空中線電力が最大10mWなので近距離通信に限定されること
- 多くの使用者が周波数を共用しているため通信を行いたいときにできない可能性があること
- 通信の秘匿性がデジタル方式導入により向上したとはいえ他の業務無線より低いこと

からレジャーや重要性の低い業務に使用される。
通信方式としては、
- 交互に送信する単信方式
- 携帯電話と同様に二者間で同時通話ができる複信方式
- 中継器を介するため複数波を使用するが交互送信の半複信方式
- 一方的に音声やデータを送る単向通信方式
- 狭いエリア内の放送といえる同報通信方式

がある。
これを無線機器としてみると、
- ウォーキートーキー
- インターカム
- ワイヤレスインターホン
- 車載無線機と車から離れた運用者との中継システム
- 自動車セキュリティ機器に組み込まれた車内音モニタシステム
- 機器の異常状態を通報する音声自動通報システム
- 工場や展示会などの案内ガイドシステム

などがある。
規格には中継器を附属装置とすることが考慮されている。
中継器には、
- 無線機そのものが中継器の機能を併せ持つもの
- 高周波部と制御部を分離でき高周波部を屋外・高所に設置して見通し範囲の改善を図るもの
- 中継器というよりも業務無線やMCA無線との接続装置というべきもの
- 中継器相互間をLANやインターネットで接続して法人・団体内の通信網として利用できるもの（この中にはIP電話や登録型デジタル簡易無線に接続できるものもある。）

がある。

### 技術的条件
周波数
- 単信方式、単向通信方式、同報通信方式用（12.5kHz間隔21波）
  - 422.0500～422.3000MHz（422.1875MHzは周波数制御用）
- 複信方式、半複信方式、同報通信方式用（12.5kHz間隔56波、18.45MHz間隔の二周波数28組として使用）
  - 421.5750～421.9125MHz（421.8000MHzは周波数制御用）
  - 440.0250～440.3625MHz（440.2500MHzは周波数制御用）

電波型式
F1D、F1E、F2D、F2E、F3E、F7W、G1D、G1E、G2D、G2E、G7E、G7W、D1D、D1E、D2D、D2E、D3E、D7E、D7W
- 全ての電波型式のものが製造・販売されているわけではない。

空中線電力
10mW以下
- 空中線（アンテナ）が無線機本体に装着されていなければならない。
  - アンテナを外したり、給電線を使用することはできない。
  - 絶対利得が2.14dB以下でなければならない。

その他
- 混信防止機能として次のいずれかを搭載すること
  - 同一構内で用いるものは識別信号の送受信ができること
  - 周波数の切替え又は電波の発射停止が容易にできること
- 通信時間を自動的に3分（又は送信時間を30秒（周波数制御用チャネルでは0.5秒））以内に制限し、その際は2秒経過しなければその後の通信を行わない機能を有しなければならない。
  - 空中線電力1mW以下で421.575～421.8MHz又は440.025～440.25MHzを使用する場合には不要。
- 一定レベル以上の受信信号（絶対利得が2.14dBの空中線に誘起する電圧が7μV以上）があると（複信方式及び半複信方式のものにあっては、受信周波数に対応する送信周波数における）送信を禁止する機能（キャリアセンス）が必要。
  - 空中線電力が1mW以下の複信方式又は半複信方式は、自局の送信周波数でキャリアセンスを行うことができる。
- 一の筐体に収められており、容易に開けることができないこと。ただし、電源設備、制御装置、送信装置及び受信装置の動作の状態を表示する表示器、音量調整器及びスケルチ調整器、送話器及び受話器、周波数切替装置、送受信の切替器は一の筐体に収めることを要しない。
- 空中線電力の許容偏差：上限20%、下限50%
- 帯域外領域におけるスプリアス発射の強度の許容値：25μW以下
- スプリアス領域における不要発射の強度の許容値：25μW以下
- 占有周波数帯幅の許容値：8.5kHz
- 周波数の許容偏差：0.0004%
- 送信装置の隣接チャネル漏洩電力：搬送波の周波数から12.5kHz離れた周波数の±4.25kHzの帯域内に輻射される電力が搬送波電力より40dB以上低いこと

### 注意事項
周波数
無線機の搭載チャネル（通話波）数は様々なものがあり、市販された実績のあるものを掲げる。
単信方式
- 422.05～422.175MHzの11チャネル機（ビジネス用と称した。）
- 422.2～422.3MHzの9チャネル機（レジャー用と称した。）
- 両者を搭載した20チャネル機
- ビジネス用の2チャネルを省略した18チャネル機
  - レジャー用、ビジネス用の表記は制度開始当初の郵政省のガイドラインによるもので、使用状況にあわせて周波数を限定しようと試みたものである。メーカーもレジャー用のみの販売や販路を家電製品なみに多様に、ビジネス用を業務用機に準ずるものとして限定したが、レジャーとビジネスの区別もあいまいで用途を制限する法的根拠もなく至るところでチャネル数の不足を招き、程なく20チャネル機も製造、3種類を販路にこだわらず市場に投入するに至った。

複信又は半複信方式方式
- 421.575～421.7875MHzと440.025～440.2375MHzの18チャネル機
- 421.8125～421.9125MHzと440.2625～440.3625MHzの9チャネル機
- 両者を搭載した27チャネル機
  - 3種類が市販された経緯は単信方式と同様で9チャネル機がレジャー用、18チャネル機がビジネス用に相当する。

単信方式と複信又は半複信方式方式
- 単信11チャネルと複信18チャネルを搭載した29チャネル機（ビジネス用に相当）
- 単信9チャネルと複信9チャネルを搭載した18チャネル機（レジャー用に相当）
- 単信20チャネルと複信27チャネルを搭載した47チャネル機

チャネル番号はRCR STD-20に規定されてはいるが、実際にはメーカーや機種により異なり使用前には交信できるかの確認が必要である。
電波型式
アナログはF3E (FM）、デジタルはF1E（GMSK、4値FSK）のものがあり、アナログとデジタル、異なるデジタルは交信できない。
その他
- 周波数と電波型式とが一致すれば基本的にどのメーカーのどの機種とも交信できる。
- スケルチ機能のうち、トーンスケルチ、デジタルコードスケルチについては仕様が統一されているもののメーカー毎に表示が一致していないものがあり、製造時の設定条件によっては異なる機種で動作が不確実になることもある。
- 秘話機能、MCA機能などメーカー独自の機能については他社機種では動作が保証されない。
- 混信防止機能としては、電源切断および周波数切替が手動でできればよいものとしている。

### アマチュア無線類似の利用
一部のアマチュアがアマチュア無線に類似した利用をしている。
詳細はライセンスフリーラジオを参照

## 413MHz帯及び454MHz帯を使用するもの
本項は、2000年（平成12年）4月27日現在の告示（内容は前項参照）を基に、無線設備規則のスプリアス発射等の強度の許容値に関する技術基準の改正

を考慮した標準規格「RCR STD-31  空中線電力1mW以下の陸上移動業務の無線局（作業連絡用）の無線設備」4.1版（2005年11月30日）

による。
特徴
工場・プラントなどの事業所構内、建設・工事現場などで使用していた作業連絡用陸上移動局が特定小電力無線局に移行

したものである。
親局と多数の子局との間で双方向同時通話を行うものが一般的で、親局が454MHz帯を子局が413MHz帯を使用しているものが多い。
技術的条件
周波数
同報通信方式、複信方式又は半複信方式用（96波）
- 413.7000～414.14375 MHz（6.25kHz間隔72波、インターリーブ）
- 454.0500～454.19375 MHz（6.25kHz間隔24波、インターリーブ）

電波型式
F2D、F3E
空中線電力
1mW以下
- 給電線の使用は可能である。
- アンテナは絶対利得2.14dB以下でなければならない。

その他
- 通信時間の制限はなく、キャリアセンス機能も不要
- これ以外の条件は、421MHz帯及び440MHz帯、422MHz帯を使用するものと同様である。

注意事項
周波数
子局の周波数は72波の内の任意の24波とされている為、メーカーや機種によっては交信できないことになるので導入前に周波数の確認が必要である。
チャネル番号
チャネル番号はRCR STD-20（RCR STD-31ではない。）に規定されてはいるが、実際にはメーカーや機種毎に異なり使用前には交信できるかの確認が必要である。
- 秘話機能などメーカー独自の機能については他社機種では動作が保証されない。

## 旧技術基準による機器の使用期限
無線設備規則のスプリアス発射等の強度の許容値に関する技術基準の改正により、旧技術基準に基づき認証された適合表示無線設備に使用期限が設定
された。
この期限は、後にコロナ禍により延期されている。
詳細は特定小電力無線局#旧技術基準による機器の使用期限を参照。

## 沿革
1989年（平成元年）
- 特定小電力無線局の一種として制度化[13][14]
  - 呼出名称記憶装置の搭載が義務付けられていたが、メーカー記号と製造番号を送信するもので具体的な使用者を特定できるものではなかった。
- RCRが「STD-20」を制定[7]

1992年（平成4年）- RCRが「STD-31」を制定
1998年（平成10年）- 呼出名称記憶装置の搭載が廃止、混信防止機能の搭載が義務付け
2000年（平成12年）- 電波型式にデジタルが追加
2001年（平成13年）- 作業連絡用の空中線電力1mW以下の陸上移動業務の無線局が免許不要となり無線電話用に
2006年（平成18年）- 電波の利用状況調査結果の中で、770MHz以下の免許不要局の出荷台数が公表
- 以降、三年周期で公表

2012年（平成24年）- 電波の利用状況調査の周波数の境界が770MHzから714MHzに変更
2016年（平成28年）- チャネル間隔が12.5kHzから6.25kHzに狭帯域化（ナロー化）してチャネル数が増加、この内の一部チャネルの空中線電力は0.1Wに緩和
- 追加されたチャネルはインターリーブにより、中心周波数が既存のものと重複しないよう配置されている。

2023年（令和5年）- 電波の利用状況調査で、714MHz以下の免許不要局の出荷台数を公表
- 以降、二年周期で公表[18]

### 出荷台数
| 平成14年度 | 平成15年度 | 平成16年度                                         | 出典                                               |
| ---------- | ---------- | -------------------------------------------------- | -------------------------------------------------- |
| 203,510    | 214,811    | 241,408                                            | 第2章 電波利用システムごとの調査結果（免許不要局） |
| 平成17年度 | 平成18年度 | 平成19年度                                         | 出典                                               |
| 410,090    | 421,376    | 445,812                                            | 第2章 電波利用システムごとの調査結果（免許不要局） |
| 平成20年度 | 平成21年度 | 平成22年度                                         | 出典                                               |
| 279,455    | 241,497    | 252,841                                            | 第2章 電波利用システムごとの調査結果（免許不要局） |
| 平成23年度 | 平成24年度 | 平成25年度                                         | 出典                                               |
| 310,252    | 403,465    | 408,515                                            | 第2章 電波利用システムごとの調査結果（免許不要局） |
| 平成26年度 | 平成27年度 | 平成28年度                                         | 出典                                               |
| 217,896    | 274,828    | 279,881                                            | 第2章 電波利用システムごとの調査結果（免許不要局） |
| 平成29年度 | 平成30年度 | 令和元年度                                         | 出典                                               |
| 386,447    | 470,984    | 303,964                                            | 第2章 電波利用システムごとの調査結果（免許不要局） |
| 令和2年度  | 令和3年度  | 出典                                               | 出典                                               |
| 412,717    | 456,524    | 第2章 電波利用システムごとの調査結果（免許不要局） | 第2章 電波利用システムごとの調査結果（免許不要局） |

## 諸外国の類似規格
日本以外の400MHz帯を使用する免許不要の無線電話用システムには以下のものがある。 
周波数が異なるためこれら諸外国の機器は日本で使用できない。

### 米国
Family Radio Service (FRS）
周波数：462MHz帯7チャネル及び467MHz帯8チャネル
変調方式：周波数変調 (FM）
最大出力：2W

### CEPT加盟国
CEPTは欧州郵便電気通信主管庁会議のことで、加盟国であっても導入されていない場合がある。
PMR446 (Private Mobile Radio 446 MHz）
- アナログ

周波数：446MHz帯8チャネル
変調方式：FM
最大出力：0.5W
- デジタル

周波数：446MHz帯16チャネル
変調方式：時分割多元接続 (TDMA）
最大出力：0.01W
運用国：イギリス、ドイツなど
LPD433 (Low Power Device 433MHz）
周波数：433/434MHz帯69チャネル
周波数間隔：25kHz
変調方式：FM
最大出力：0.01W